# Julia Seidl
Julia Maria Seidl (* 23. Juli 1981 in Rum, Tirol) ist eine österreichische Politikerin (NEOS) und Unternehmerin. Vom 2. August 2021 bis zum 27. Februar 2024 war sie Abgeordnete zum österreichischen Nationalrat. Von 2018 bis 2024 war Seidl zudem Mitglied des Gemeinderats der Stadt Innsbruck.

## Werdegang
Julia Seidl wurde in der Innsbrucker Nachbargemeinde Rum geboren und besuchte von 1987 bis 1991 die Volksschule Allerheiligen in Innsbruck. Nach dem Besuch der katholischen Hauptschule der Barmherzigen Schwestern im Innsbrucker Stadtteil Saggen absolvierte sie von 1995 bis 2000 die Höhere Lehranstalt für wirtschaftliche Berufe Innsbruck. Nach einem abgebrochenen Studium der Psychologie nahm Seidl im Jahr 2001 das Diplomstudium der Politikwissenschaften an der Universität Innsbruck auf, welches sie im Jahr 2010 mit der Sponsion zur Magistra philosophiae (Mag. phil.) abschloss.
Bereits während ihrer Schulzeit sowie in den Studienjahren arbeitete Julia Seidl unter anderem als Verkäuferin, Kellnerin und in der Pressearbeit für diverse Dienstgeber. Von 2003 bis 2007 war sie neben dem Studium als Verkäuferin in einem Fachgeschäft für Bürowaren tätig. 2007 wurde sie Redakteurin bei der Wochenzeitung „Tiroler Woche“. Julia Seidl führt seit 2009 als eigenständige Unternehmerin eine Werbeagentur.
Von 2014 bis 2016 war Seidl daneben als Assistentin der Geschäftsführung der Communalp GmbH tätig, von 2016 bis 2019 als Geschäftsführerin des Einzelhandelsunternehmens Justwhite.

## Politische Karriere
Im Jahr 2008 wurde Julia Seidl Mitglied des Liberalen Forums in Tirol. 2009 war sie an der Gründung der Jungen Liberalen Österreichs (JuLis) als Gründungsmitglied beteiligt. Von 2009 bis 2012 war sie für die Pressearbeit von Liberales Innsbruck verantwortlich, mit der Fusionierung von LIF und NEOS wurde sie bei NEOS Tirol Mitglied des Landesteams. 2016 wurde sie zur stellvertretenden Landessprecherin von NEOS Tirol gewählt, seit Juni 2021 ist sie Mitglied des Vorstands der NEOS-Bundespartei als Finanzreferentin-Stellvertreterin.
Ihr erstes politisches Mandat nahm Julia Seidl nach der Gemeinderats- und Bürgermeisterwahl in Innsbruck 2018 wahr, als sie für NEOS in den Innsbrucker Gemeinderat gewählt wurde. Im August 2021 trat sie die Nachfolge des zurückgetretenen NEOS-Mandatars Sepp Schellhorn als Abgeordnete zum österreichischen Nationalrat an. In der Nationalratssitzung am 22. September 2021 wurde sie angelobt.
Am 5. Jänner 2024 gab sie ihren Rückzug aus dem Nationalrat mit Februar bekannt. Sie wollte sich nach eigenen Angaben ganz auf die Innsbrucker Stadtpolitik fokussieren und wurde im November 2023 als NEOS-Spitzenkandidatin für die Gemeinderatswahl in der Landeshauptstadt am 14. April 2024 designiert. Ihr Nationalratsmandat übernahm am 28. Februar 2024 wieder Sepp Schellhorn.
Bei der Gemeinderatswahl in Innsbruck 2024 schaffte NEOS mit Seidl als Spitzenkandidatin nicht erneut den Einzug in den Gemeinderat (3,51 % der abgegebenen gültigen Stimmen). Bei dieser Wahl wurde eine 4 % Hürde beschlossen. Seidl schied daher aus dem Gemeinderat der Landeshauptstadt Innsbruck aus.